# Демократична партія праці
Демократична партія праці (італ. Partito Democratico del Lavoro, PDL) — італійська лейбористська політична партія, що існувала в 1943—1948 роках.

## Історія
Партія бере свій початок від 1943, коли було створено організацію під назвою Демократія праці (італ. Democrazia del Lavoro, DL) на базі «Руху за переоблаштування» (італ. Movimento di Ricostruzione), що виник за кілька місяців до того. Впродовж 1944 року політичні сили, що входили до складу Комітету національного визволення та були близькими до ідей лейборизму, почали об'єднуватись навколо Демократії праці, яку 13 червня 1944 року було перейменовано на Демократичну партію праці.
Під час виборів 1946 року до Установчих зборів партія утворила єдиний блок з Ліберальною партією та ще двома невеликими об'єднаннями. Деякі члени партії висунулись за іншими списками. Партія показала вкрай низький результат, що призвело до внутрішньопартійної кризи, а потім до її розпаду. В самих Установчих зборах було створено групу Демократія праці, однак до її складу відмовились увійти деякі засновники партії, в тому числі й Бономі. На момент завершення роботи Установчих зборів група DL становила 9 осіб.
Завершення роботи Установчих зборів збіглося з припиненням існування Демократичної партії праці. Депутати від партії розійшлись по різних політичних силах, в основному лівого спрямування.